# 오슬로피오르 교전
오슬로피오르 교전은 1940년 4월 8일 노르웨이 전역 도중 일어난 노르웨이와 나치 독일 양 국 간의 육해전이다. 독일 노르웨이 침공군 중 하나인 캄프그루페 제5군이 오슬로를 향해 진격하면서 오슬로피오르에서 노르웨이 방어군과 맞부딪쳤다. 짧은 교전으로 노르웨이 전역 최초로 사상자가 발생했으며, 독일군은 드뢰바크 해협까지 겨우 밀고 들어갔으며 그 곳에서 더욱 격렬한 저항에 부딪혔다.

## 배경
독일은 노르웨이 침공을 위한 해군 병력을 6개 그룹으로 쪼갰다. 그 중 다섯 번째 그룹인 "제5 캄프그루페"는 오슬로피오르를 지나 오슬로로 병력을 상륙시키는 작전을 세웠다. 이 그룹에는 중순양함 블뤼허, 뤼초우, 경순양함 엠덴, 어뢰정 알바트로스, 소해정 8척으로 구성되어 있었다. 이 그룹은 먼저 사격을 받지 않는 이상 절대로 선제 사격을 하지 마라는 명령을 받았다.
오슬로피오르 바깥쪽은 1914년 세워진 오슬로피오르 요새가 지키고 있었으며 이 요새는 볼레르네 요새와 레우외위 요새 2개 요새로 이루어져 있었다.
퇸스베르그를 모항으로 하는 노르웨이군 경비정 11척 중 4월 8일 밤 순찰을 맡은 함선은 HNoMS 폴 3세가 맡았다. 1939년 노르웨이 해군이 징발한 폴 3세 함선은 76 mm 포와 2개 기관총으로 무장하고 있었다. 이 배에는 사령관 레이프 벨딩올슨을 포함한 승무원 15명이 탑승하고 있었다.

## 교전

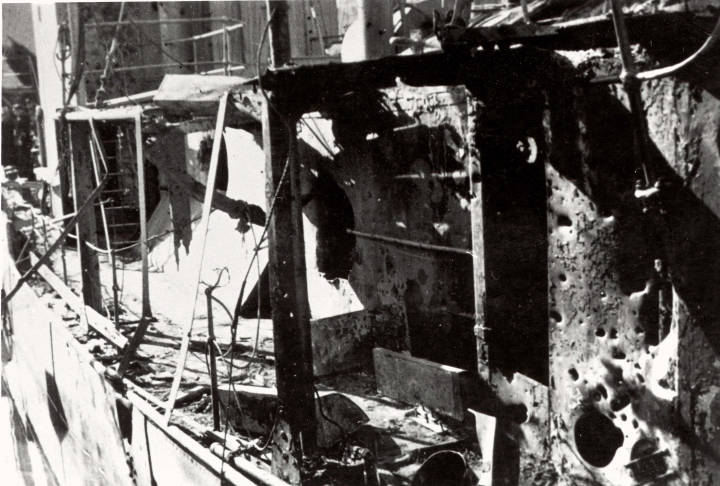
교전 이후 큰 피해를 입은 폴 3세 함선.

4월 8일 23시 경, 폴 3세에 탑승하고 있던 한스 베르간 중위는 오슬로피오르 어귀에서 알 수 없는 세력의 침공군을 발견하였다. 경비정은 경고 사격을 하였으며, 독일 어뢰정 알바트로스와 근접하였다. 독일 해군의 오스카르 쿠메츠 제독은 경비정의 배 좌현에 있던 알바트로스에게 격침하라는 명령을 내렸다. 폴 3세 함선에 있던 레이프 벨딩올슨 함장은 독일 어뢰정의 지휘관 지크프리트 스트렐로브와 짧은 대화를 나누며 항복을 권유받았으나 함장은 이를 거부하였다. 노르웨이의 중립이 침해받는 중이라는 것을 인지한 올슨 함장은 호르텐 해군기지에 "적대 선박이 고속으로 접근하는 중"이라는 긴급 무선을 보내며 인근의 해안포대를 향해 발포 명령을 내렸으며(원 화이트, 투 레드, "적 함정이 전선에 맞닿아 있음"이라는 뜻) 폴 3세 함선에게는 알바트로스에 충각하라는 명령을 내렸다.
어뢰정에 배가 들이받은 후 포가 향해 있는 것을 본 스트렐로브 지휘관은 즉각 노르웨이 함선을 향해 대공포를 발사하라는 명령을 내렸다. 이 교전으로 올슨 함장은 다리에 기관총을 맞았으며 배는 불타오르기 시작했다. 곧이어 배를 포기하라는 명령이 내려졌다. 구명보트가 물에 띄어졌다 이내 뒤집혀 버려 선원들은 하는 수 없이 배 옆머리에 매달렸다. 출혈로 의식이 흐려진 올슨 함장이 쓰러지고 익사하면서 노르웨이 전역 첫 사망자가 되었다. 생존한 나머지 승무원 14명은 전원 독일군에게 잡혀 포로가 되었다.
23시 30분 경, 레우외위 요새의 탐조등에 제5 캄프그루페 병력이 잡혔다. 요새의 남쪽 포대가 두 발의 경고 사격을 하였다. 23시 32분에는 볼레르네 요새도 한 차례 경고 사격을 하였다. 23시 35분, 레우외위 요새는 순양함 블뤼허를 향해 실탄 4발을 발포했으나 시야가 흐려 맞추지 못했다. 얼마 지나지 않아 독일군 선박들은 전부 안개 속으로 시야에서 사라져 버렸으며 요새는 다시는 침공군을 볼 수 없었다.

## 여파
독일군은 오슬로를 향해 피오르를 따라 계속 진격했다. 레우외위 요새는 올슨 함장이 보냈던 원래의 경고 메시지를 오스카르스보르그 요새로 보냈으며, 드뢰바크 해협 전투에서 이 요새는 격렬히 저항하였다. 주력 부대에서 따로 떨어져 나간 소해정들은 다음날 아침 인근 지역에 병력을 상륙시켰으며, 노르웨이는 수 일 후 요새들에서 철수하였다.
오스카르스보르그 요새가 항복한 후, 제5 캄프그루페 남은 병력은 4월 10일 오슬로에 상륙하였다. 포로로 잡힌 노르웨이인들은 비전투원 선언서에 서명한 후 석방되어 귀국하였다.
HNoMS 폴 3세는 밤새 불탄 후 표류하였다. 도중에 비가 내려 화재는 저절로 꺼졌다. 다음 날 아침 노르웨이 경비정 스쿠드 2호가 불탄 함선을 발견하여 퇸스베르크로 예인하였으나, 이후 독일군이 함선 전부를 노획하였다.